# Stazione di Bostone
La stazione di Bostone fu una fermata ferroviaria della Rezzato-Vobarno a servizio dell'omonima frazione del comune di Villanuova sul Clisi e del «Lanificio di Gavardo».

## Storia
La fermata fu istituita con il cambio d'orario del 1º giugno 1898. Fu assegnata a un capofermata, responsabile della guardia della comunicazione che collegava la ferrovia al vicino «Lanificio di Gavardo». Seguì tutte le vicende societarie della linea ferroviaria Rezzato-Vobarno: fino al 1904 fu gestita dalla Società Anonima per la ferrovia Rezzato-Vobarno e Valle Sabbia (FRVVS), dal 1904 al 1909 dalla Società Anonima per la Ferrovia Rezzato-Vobarno-Caffaro, quindi dalla provincia di Brescia fino alla prima guerra mondiale, quando l'esercizio passò alle Ferrovie dello Stato (FS). 
Il 6 dicembre 1915 un treno merci, diretto a Vobarno Ferriera, ricevette l'ordine di via libera da parte del capostazione di Gavardo. Giunto a Bostone, a causa di un guasto al segnale di protezione all'ingresso della fermata, il treno proseguì la sua corsa, investendo la coda di un treno passeggeri e provocando la morte di due persone.
Nel 1921, la ferrovia fu ceduta dalla provincia alla Società Elettrica Bresciana (SEB), che gestiva anche la rete tranviaria extraurbana di Brescia. Nel 1930, la SEB costituì una nuova società anonima, la Ferrovia Rezzato-Vobarno (FRV), che prese in carico la linea.
Fino alla seconda guerra mondiale, la fermata fu servita dai treni del servizio ferroviario della linea. Dal 1931 al 1954, si aggiunsero anche le corse tranviarie della Brescia-Salò, instradate per decisione del Gruppo SEB a causa del veto dell'AASS di impiegare la carreggiata della statale Gardesana Occidentale come sede promiscua della tranvia.
Il raccordo rimase in funzione fino alla chiusura della linea ferroviaria, avvenuta il 23 marzo 1968.

## Strutture e impianti
La fermata era dotata di un piccolo fabbricato viaggiatori a un solo piano. Al 2024, lo spazio da esso occupato è impiegato da una rotatoria a regolazione dell'intersezione fra via Orsolina Avanzi e via Alcide De Gasperi.
Dalla fermata si diramava un binario di raccordo con il vicino stabilimento del «Lanificio di Gavardo». Il raccordo era sorvegliato dal capofermata ed era protetto da dischi.

## Movimento
La fermata fu servita sia dal servizio ferroviario Rezzato-Vobarno Ferriera sia, tra il 1931 e il 1954, da quello tranviario della Brescia-Salò.
Nel 1907, per un breve periodo, fu capolinea di una coppia di corse proveniente dallo scalo di Rezzato.